# Oliver Makor
Oliver Paul Makor (ur. 9 października 1973 w Monrovii) – liberyjski piłkarz grający na pozycji środkowego pomocnika. Od 2010 roku gra w klubie Persija Dżakarta.

## Kariera klubowa
Karierę piłkarską Makor rozpoczął w klubie Monrovia Black Star FC. W 1991 roku zadebiutował w jego barwach w liberyjskiej Premier League. W Black Star grał do 1992 roku. W 1993 roku grał w nigeryjskim Julius Berger FC z Lagos, a w 1994 roku - w kameruńskim Canonie Jaunde.
W 1994 roku Makor wyjechał do Francji i został zawodnikiem Grenoble Foot 38. Na sezon 1996/1997 odszedł do Tours FC, a w latach 1997–1999 grał w innym francuskim klubie, Limoges Foot 87.
Latem 1999 Makor zaczął grać w Grecji, gdy został zawodnikiem AO Proodeftiki. W 2000 roku spadł z nim z pierwszej do drugiej ligi. Jesienią 2001 występował w AO Aigaleo, a wiosną 2002 odszedł do AO Ionikos. W 2007 roku spadł z nim do drugiej ligi. W Ionikisie grał do końca 2007, a wiosną 2008 przeszedł na pół roku do Panachaiki GE.
W 2010 roku Makor został piłkarzem indonezyjskiego klubu Persija Dżakarta. W indonezyjskiej lidze zadebiutował 26 września 2010 w zremisowanym 2:2 wyjazdowym meczu z PSPS Pekanbaru.
| Sezon   | Klub                   | Kraj      | Rozgrywki         | Mecze | Bramki |
| ------- | ---------------------- | --------- | ----------------- | ----- | ------ |
| 1991    | Monrovia Black Star FC | Liberia   | Premier League    | ?     | ?      |
| 1992    | Monrovia Black Star FC | Liberia   | Premier League    | ?     | ?      |
| 1993    | Julius Berger FC       | Nigeria   | Premier League    | ?     | ?      |
| 1994    | Canon Jaunde           | Kamerun   | Première Division | ?     | ?      |
| 1994/95 | Grenoble Foot 38       | Francja   | CFA               | ?     | ?      |
| 1995/96 | Grenoble Foot 38       | Francja   | CFA               | ?     | ?      |
| 1996/97 | Tours FC               | Francja   | CFA               | ?     | ?      |
| 1997/98 | Limoges Foot 87        | Francja   | CFA               | 25    | 9      |
| 1998/99 | Limoges Foot 87        | Francja   | CFA               | 30    | 6      |
| 1999/00 | AO Proodeftiki         | Grecja    | Alpha Ethniki     | 25    | 3      |
| 2000/01 | AO Proodeftiki         | Grecja    | Beta Ethniki      | 18    | 10     |
| 2001/02 | AO Aigaleo             | Grecja    | Alpha Ethniki     | 10    | 0      |
| 2001/02 | AO Ionikos             | Grecja    | Alpha Ethniki     | 10    | 3      |
| 2002/03 | AO Ionikos             | Grecja    | Alpha Ethniki     | 24    | 4      |
| 2003/04 | AO Ionikos             | Grecja    | Alpha Ethniki     | 23    | 8      |
| 2004/05 | AO Ionikos             | Grecja    | Alpha Ethniki     | 29    | 8      |
| 2005/06 | AO Ionikos             | Grecja    | Alpha Ethniki     | 27    | 10     |
| 2006/07 | AO Ionikos             | Grecja    | Alpha Ethniki     | 22    | 2      |
| 2007/08 | AO Ionikos             | Grecja    | Beta Ethniki      | 23    | 4      |
| 2008/09 | AO Ionikos             | Grecja    | Beta Ethniki      | 11    | 4      |
| 2008/09 | Panachaiki GE          | Grecja    | Gamma Ethniki     | ?     | ?      |
| 2010/11 | Persija Dżakarta       | Indonezja | Liga Indonesia    |       |        |

## Kariera reprezentacyjna
W reprezentacji Liberii Makor zadebiutował 21 października 1989 roku w wygranym 2:0 towarzyskim meczu z Gwineą. W 1996 roku był w kadrze Liberii na Puchar Narodów Afryki 1996, jednak nie rozegrał na nim żadnego spotkania. W 2002 roku został powołany do kadry na Puchar Narodów Afryki 2002. Wystąpił na nim w 3 spotkaniach: z Mali (1:1), z Algierią (2:2) i z Nigerią (0:1). W kadrze narodowej grał do 2008 roku.